# Big Panther Key
Big Panther Key es una isla en los Estados Unidos. Se encuentra en el Condado de Lee en el estado de Florida, en la parte sur del país, a 1.400 km al sur de la ciudad de Washington, D.C.

## Clima
El clima es moderado. La temperatura promedio es de 22 °C. Los meses más cálidos son junio y julio con 26 °C, y el mes más frío es enero, con 16 °C. Las precipitaciones pluviales son  de 1,454 milímetros por año. El mes con más lluvias es junio, con 256 milímetros de precipitación, y diciembre presenta menos lluvias, con 35 milímetros de precipitación.